# ZALA Kub-BLA
Kub-BLA (en ruso: Куб-БЛА, también anunciado como Kub-UAV) es un vehículo aéreo no tripulado ruso de alta precisión y munición merodeadora desarrollada por la empresa rusa ZALA Aero Group (parte de la Corporación Kalashnikov).

## Descripción
Kub-BLA fue presentado por primera vez por Kalashnikov durante la exposición IDEX-2019 en Abu Dabi. El informe señala que después del lanzamiento, el dron puede merodear en el aire, detectando un objetivo, y luego atacarlo desde el hemisferio superior con una inmersión vertical. "Kub-BLA" entrega una carga útil de acuerdo con las coordenadas del objetivo, que se establecen manualmente, o de acuerdo con una imagen de la carga de guía del objetivo. Además, el dron se puede utilizar en modo enjambre. A finales de diciembre de 2023 se comenzó a suministrar una nueva versión con una ojiva más potente.

## Uso en combate
El dron se utilizó contra objetivos en la gobernación de Idlib durante la Guerra civil siria, así como durante la invasión rusa de Ucrania, en Kiev. En mayo de 2022, el Ministerio de Defensa ruso publicó imágenes de un ataque a un obús M777 por parte de un dron Kub.

## Características técnicas
Especificaciones:
- Envergadura - 1210 mm
- Longitud - 950 mm
- Alto: 165 mm
- Capacidad de carga útil: 3 kg
- Velocidad - 80-130 km/h
- Duración del vuelo: 30 minutos